# Герб комуни Веннес
Герб комуни Веннес (швед. Vännäs kommunvapen) — символ шведської адміністративно-територіальної одиниці місцевого самоврядування комуни Веннес.

## Історія
Герб отримав королівське затвердження 1952 року як символ ландскомуни Веннес. Тепер вживається як герб комуни. Офіційно був зареєстрований 1985 року. 

## Опис (блазон)
У синьому полі срібний міст, під ним — три золоті тонкі обрізані балки, дві над однією. 

## Зміст
Міст символізує мости, прокладені через річки Умеельвен і Вінделельвен. Золоті балки означають історичний сплав лісу по річках.